# Klaudia Kazimierska
Klaudia Kazimierska (* 3. September 2001 in Włocławek) ist eine polnische Leichtathletin, die sich auf den Mittelstreckenlauf fokussiert hat.

## Sportliche Laufbahn
Erste internationale Erfahrungen sammelte Klaudia Kazimierska beim Europäischen Olympischen Jugendfestival (EYOF) 2017 in Győr, bei dem sie in 4:23,17 min die Silbermedaille im 1500-Meter-Lauf gewann. Im Jahr darauf gewann sie bei den U18-Europameisterschaften ebendort in 4:22,90 min die Bronzemedaille und anschließend gelangte sie bei den Olympischen Jugendspielen in Buenos Aires auf Rang 13. 2019 belegte sie bei den U20-Europameisterschaften in Borås in 4:29,83 min den fünften Platz über 1500 Meter und im Dezember wurde sie bei den Crosslauf-Europameisterschaften in Lissabon nach 15:53 min 64. im U20-Rennen. 2021 schied sie bei den Halleneuropameisterschaften in Toruń mit 4:18,24 min im Vorlauf über 1500 Meter aus und im Juli belegte sie bei den U23-Europameisterschaften in Tallinn in 4:17,47 min den siebten Platz. 2022 begann sie ein Studium an der University of Oregon in den Vereinigten Staaten und im Jahr darauf belegte sie bei den U23-Europameisterschaften in Espoo in 4:10,71 min den vierten Platz über 1500 Meter. 2024 erreichte sie bei den Olympischen Sommerspielen in Paris das Finale und belegte dort in 4:00,12 min den zehnten Platz.
2024 wurde Kazimierska polnische Meisterin im 1500-Meter-Lauf.

## Persönliche Bestleistungen
- 800 Meter: 2:00,23 min, 20. Juli 2024 in Los Angeles
- 1500 Meter: 3:59,95 min, 25. August 2024 in Chorzów
  - 1500 Meter (Halle): 4:14,00 min, 22. Februar 2022 in Toruń